# Doris Roberts
Doris May Roberts (născută Doris May Green; n. 4 noiembrie 1925, Saint Louis, Missouri, SUA – d. 17 aprilie 2016, Los Angeles, California, SUA) a fost o actriță americană de film, teatru și televiziune. A primit mai multe premii Emmy și un Screen Actors Guild de-a lungul carierei sale actoricești, care a început în 1952. Probabil este cel mai cunoscută pentru rolul mamei lui Raymond Barone, Marie Barone, din sitcomul Dragul de Raymond (1996–2005).

## Filmografie (selecție)
- Something Wild (1961 film) (1961)
- Barefoot in the Park (1967)
- No Way to Treat a Lady (1968)
- The Honeymoon Killers (1970)
- Little Murders (1971)
- A New Leaf (1971)
- Such Good Friends (1971)

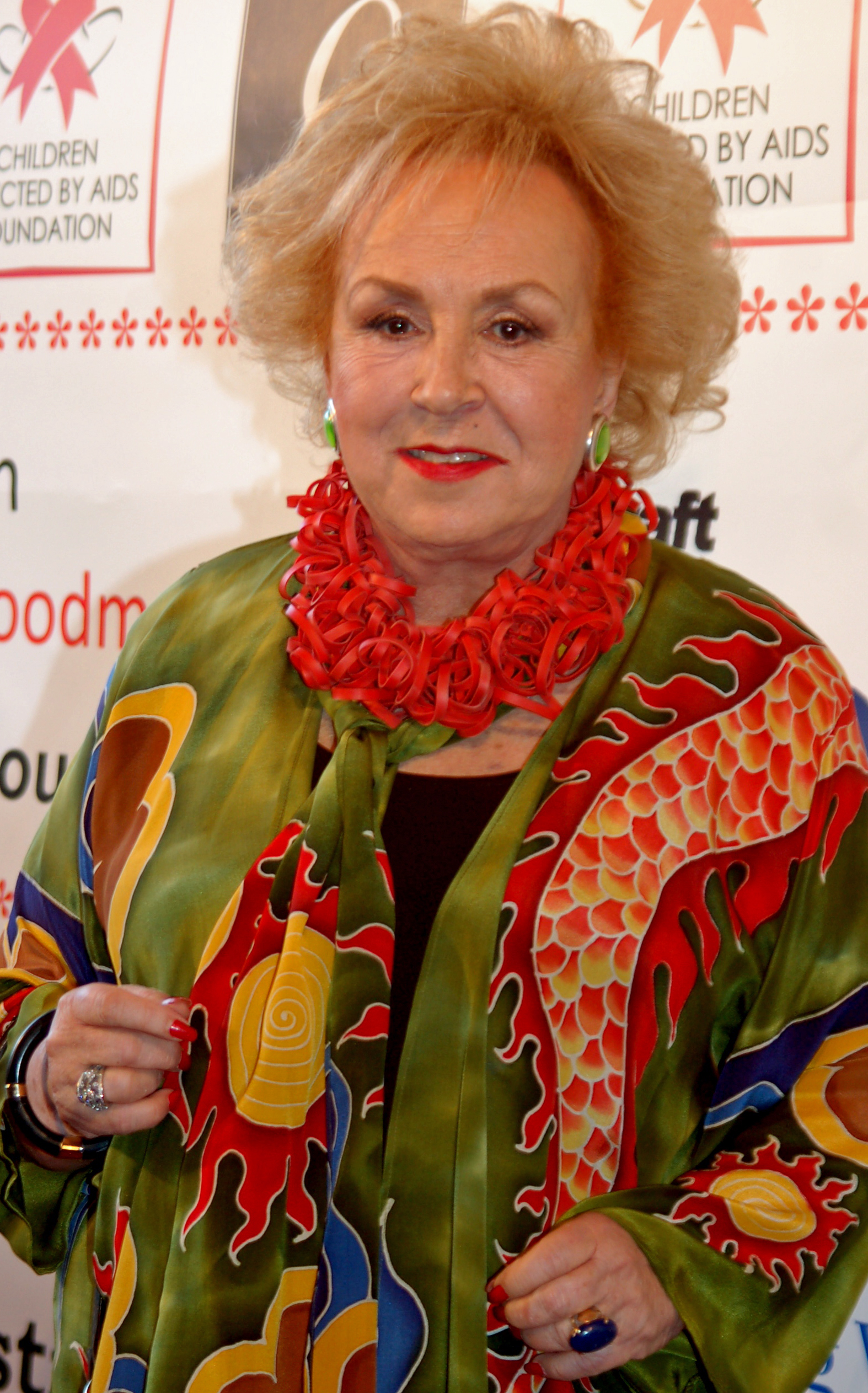
Doris Roberts în aprilie 2011

- The Taking of Pelham One Two Three (1974)
- The Mary Tyler Moore Show (1975)
- Hester Street (1975)
- All in the Family (1976)
- Viva Valdez (1976)
- Mary Hartman, Mary Hartman (1976–78)
- Rabbit Test (1978)
- Soap (1978)
- Good Luck, Miss Wyckoff (1979)
- The Rose (1979)
- The Diary of Anne Frank (1980)
- Angie (1979–80)
- Cagney & Lacey (1982 TV)
- Remington Steele (1983–1987)
- California Girls (1985)
- Number One with a Bullet (1987)
- National Lampoon's Christmas Vacation (1989)
- Blind Faith (1990)
- A Mom for Christmas (1990)
- Full House (1990)
- Used People (1992)
- Murder, She Wrote (1990, 1993,1994)
- The Grass Harp (1995)
- Everybody Loves Raymond (1996–2005)
- A Fish in the Bathtub (1999)
- All Over the Guy (2001)
- Dickie Roberts: Former Child Star (2003)
- A Time to Remember (2003)
- Raising Waylon (2004)
- Grandma's Boy (2006)
- Our House (2006 TV)
- Keeping Up with the Steins (2006)
- Play the Game (2009)
- Aliens in the Attic (2009)
- Another Harvest Moon (2009)
- The Middle (2010)
- Grey's Anatomy (2011)
- Hot In Cleveland (2011)
- Phineas and Ferb: Across the 2nd Dimension (2011)
- Counter Culture (2012)
- Desperate Housewives (2012)
- Madea's Witness Protection (2012)
- Victorious (1 episod) (2012)
- Melissa & Joey (2 episoade) (2013)

## Legături externe
- Materiale media legate de Doris Roberts la Wikimedia Commons
- Doris Roberts la Internet Movie Database
- en Doris Roberts la Internet Broadway Database
- en Doris Roberts la Internet Off-Broadway Database
- Doris Roberts at the University of Wisconsin's Actors Studio audio collection Arhivat în 4 octombrie 2013, la Wayback Machine.
- National Ethnic Coalition of Organizations website Arhivat în 15 septembrie 2013, la Archive.is